# Pietrosul Nou, Fălești
Pietrosul Nou este un sat situat în vestul Republicii Moldova, în raionul Fălești. Aparține administrativ de comuna Făleștii Noi. 
La recensământul din 2004 avea o populație de 273 locuitori.

## Natura locului

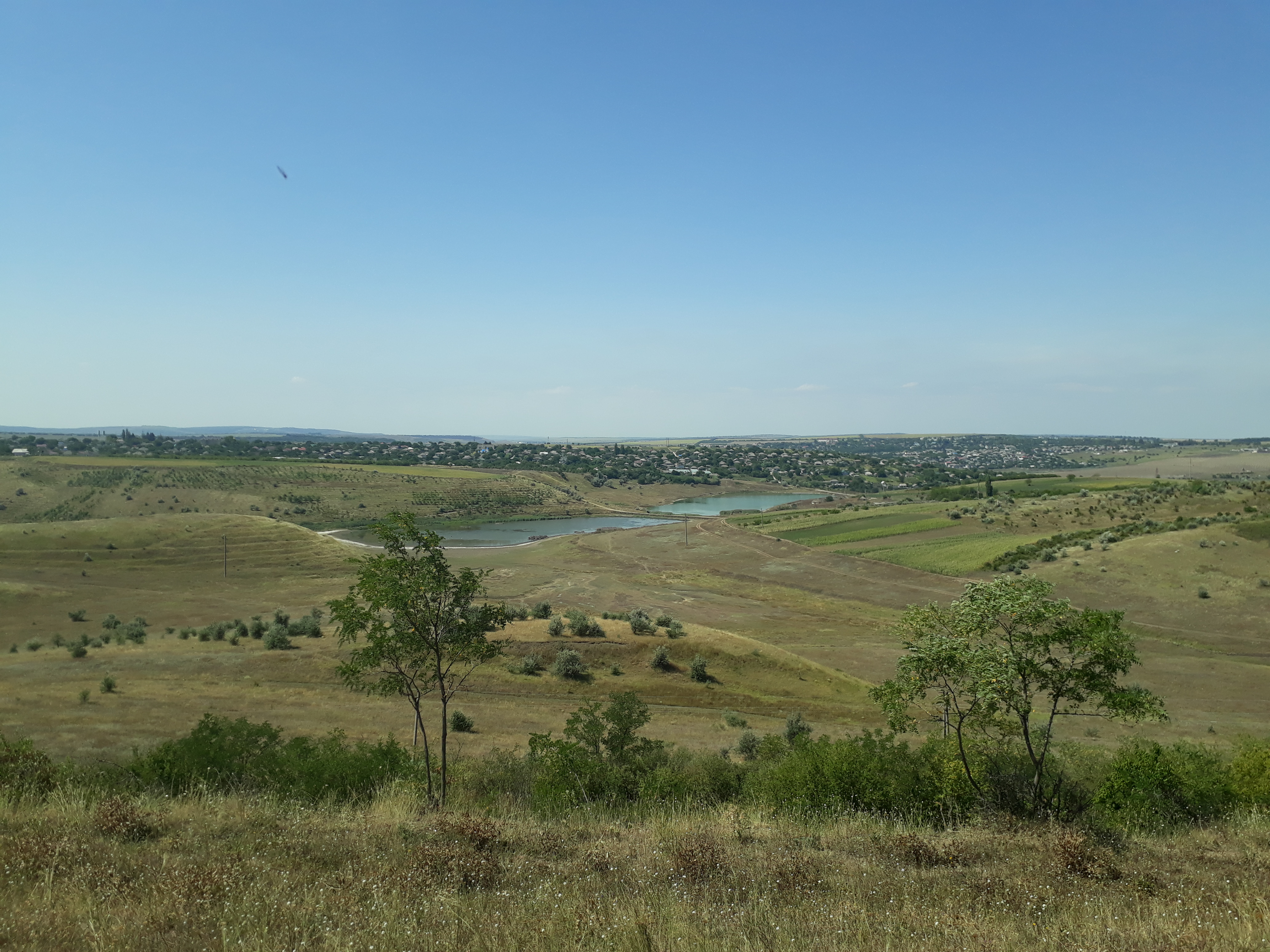
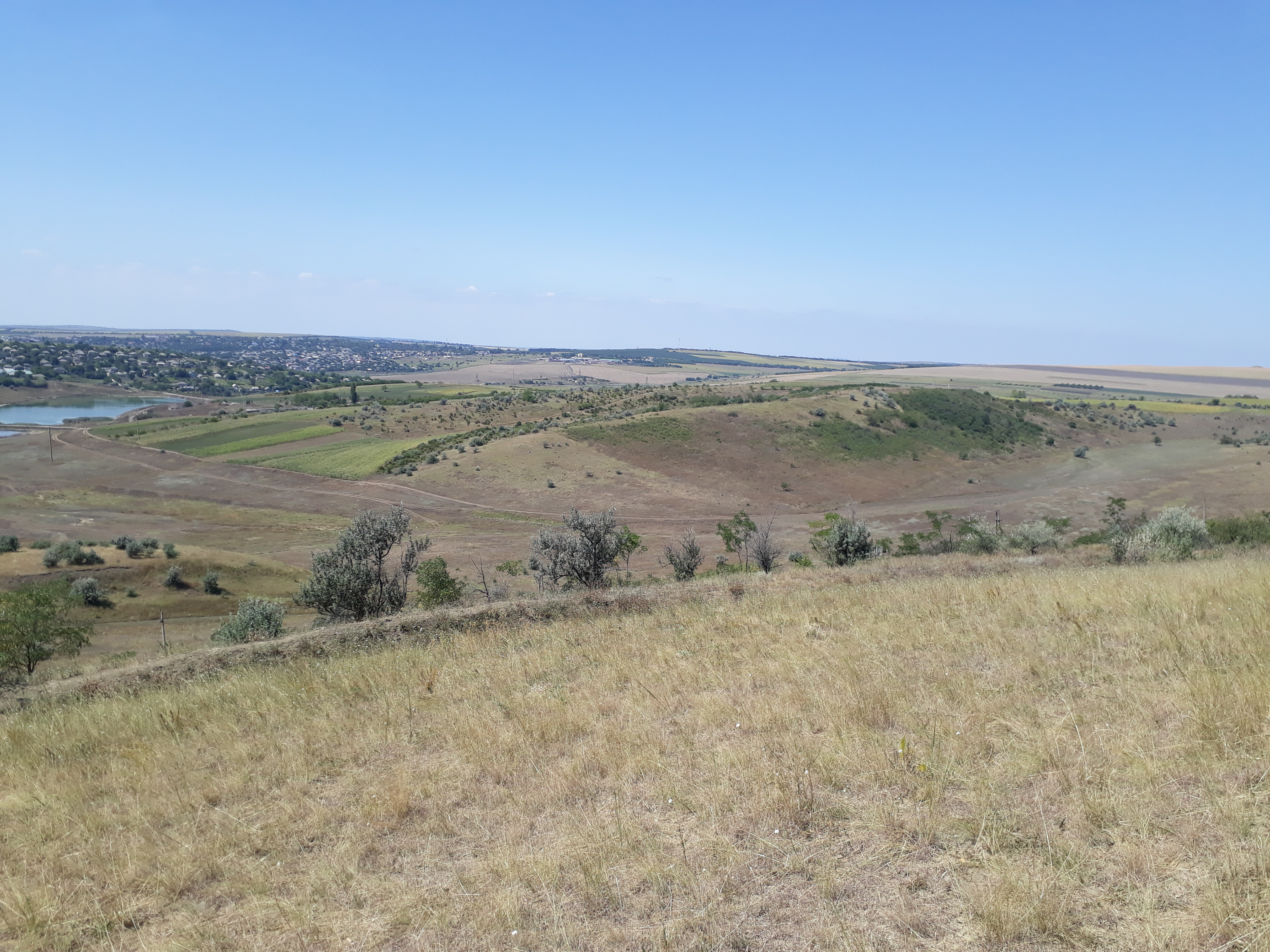
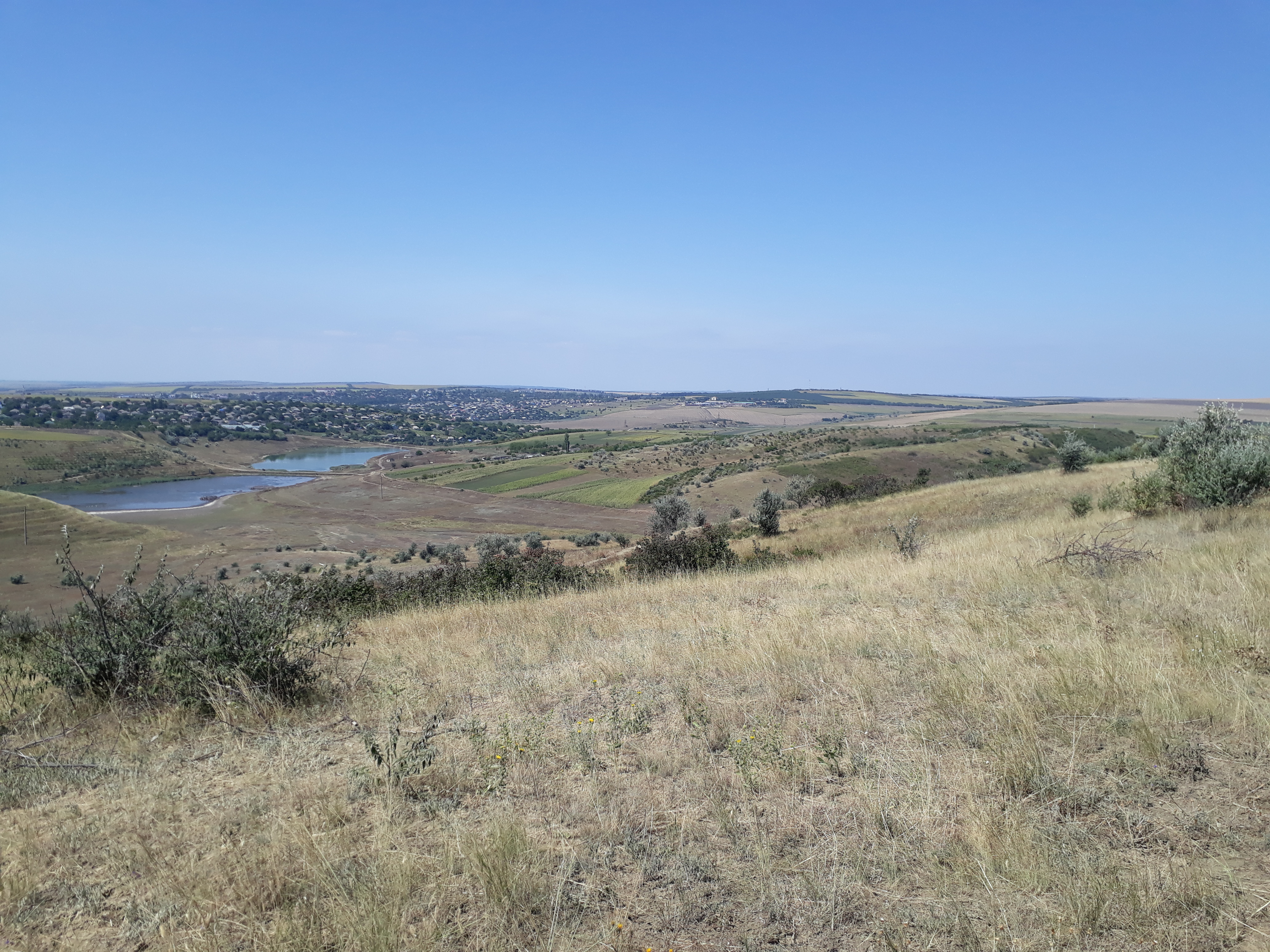
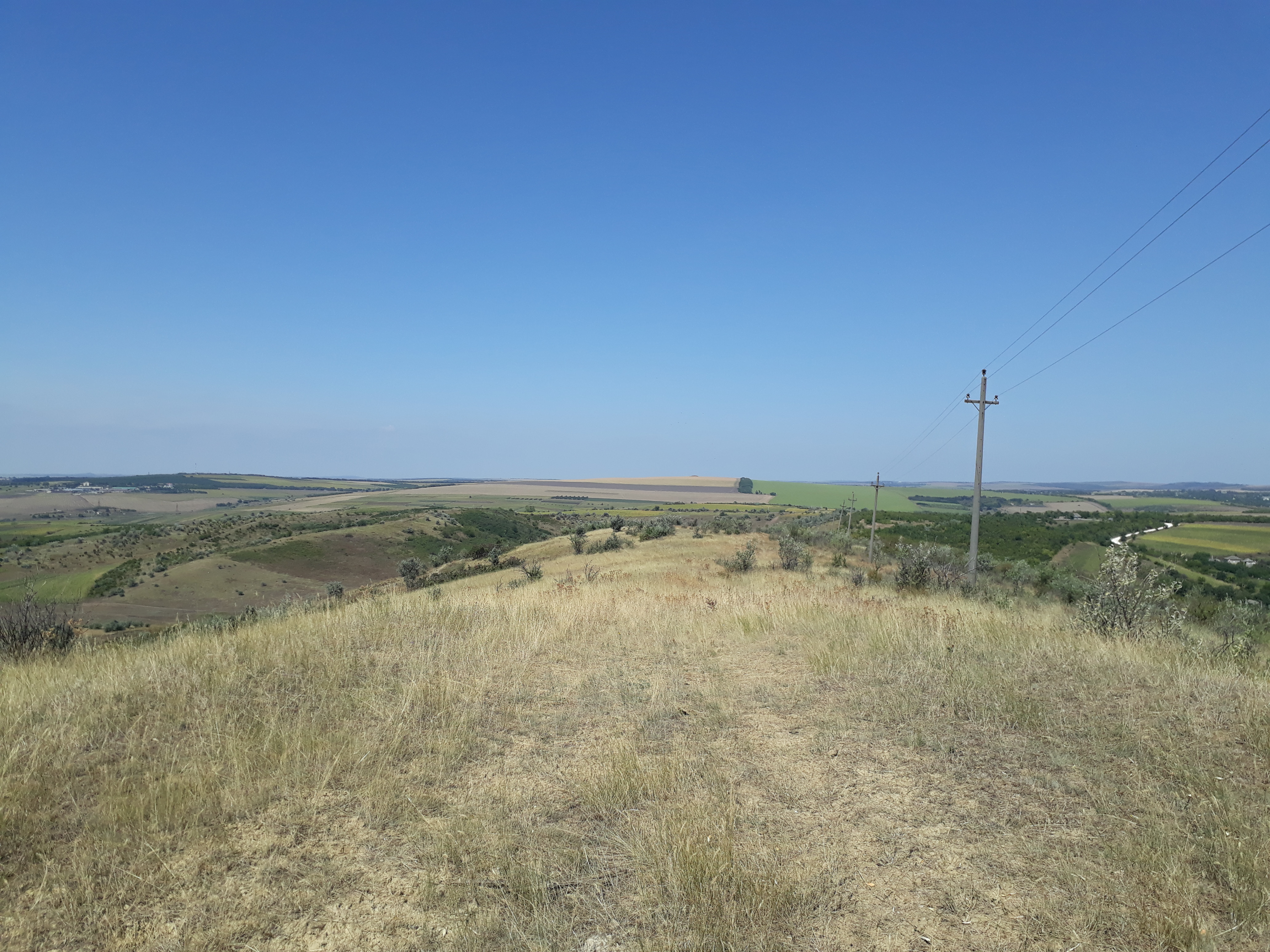
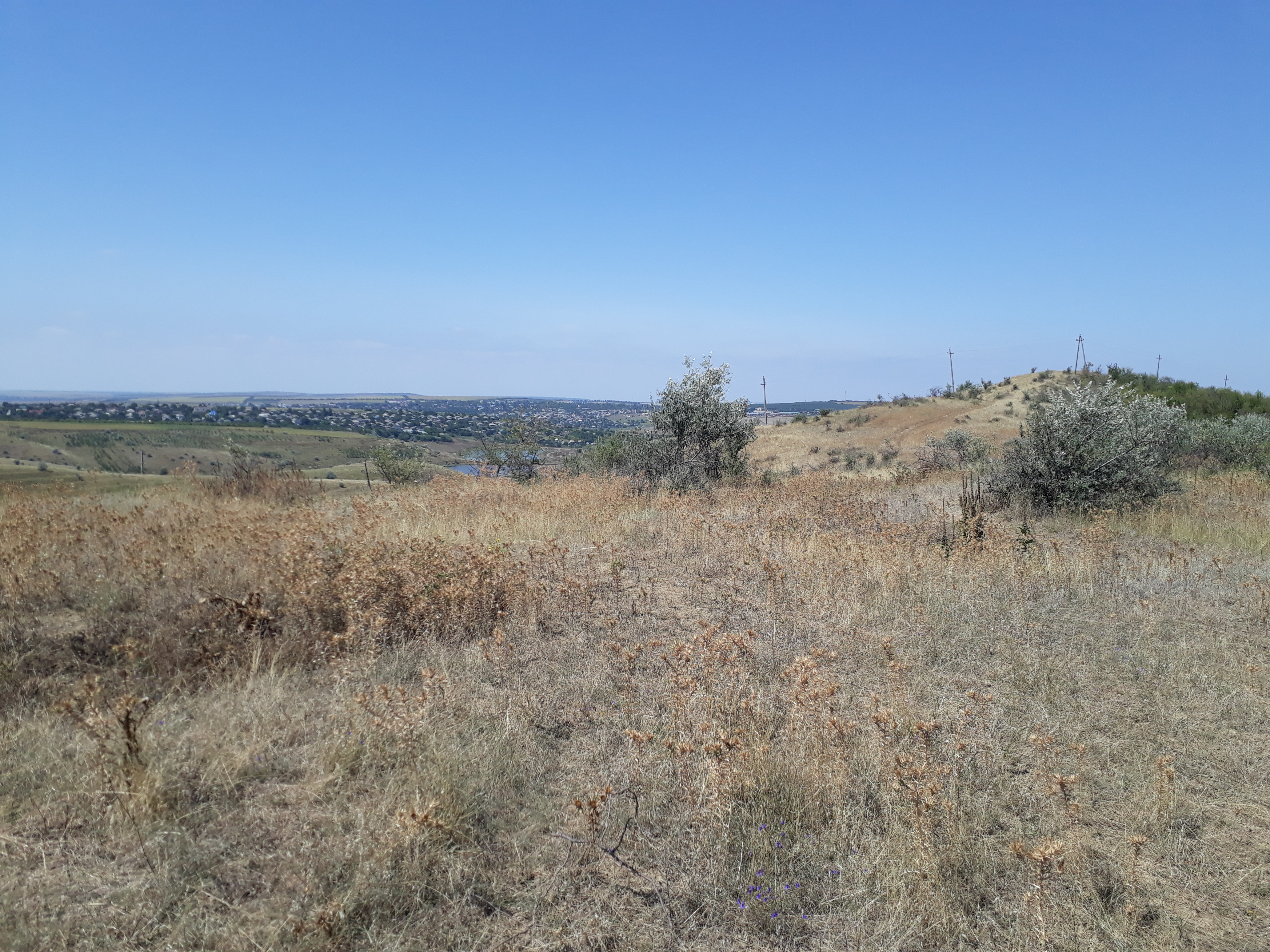
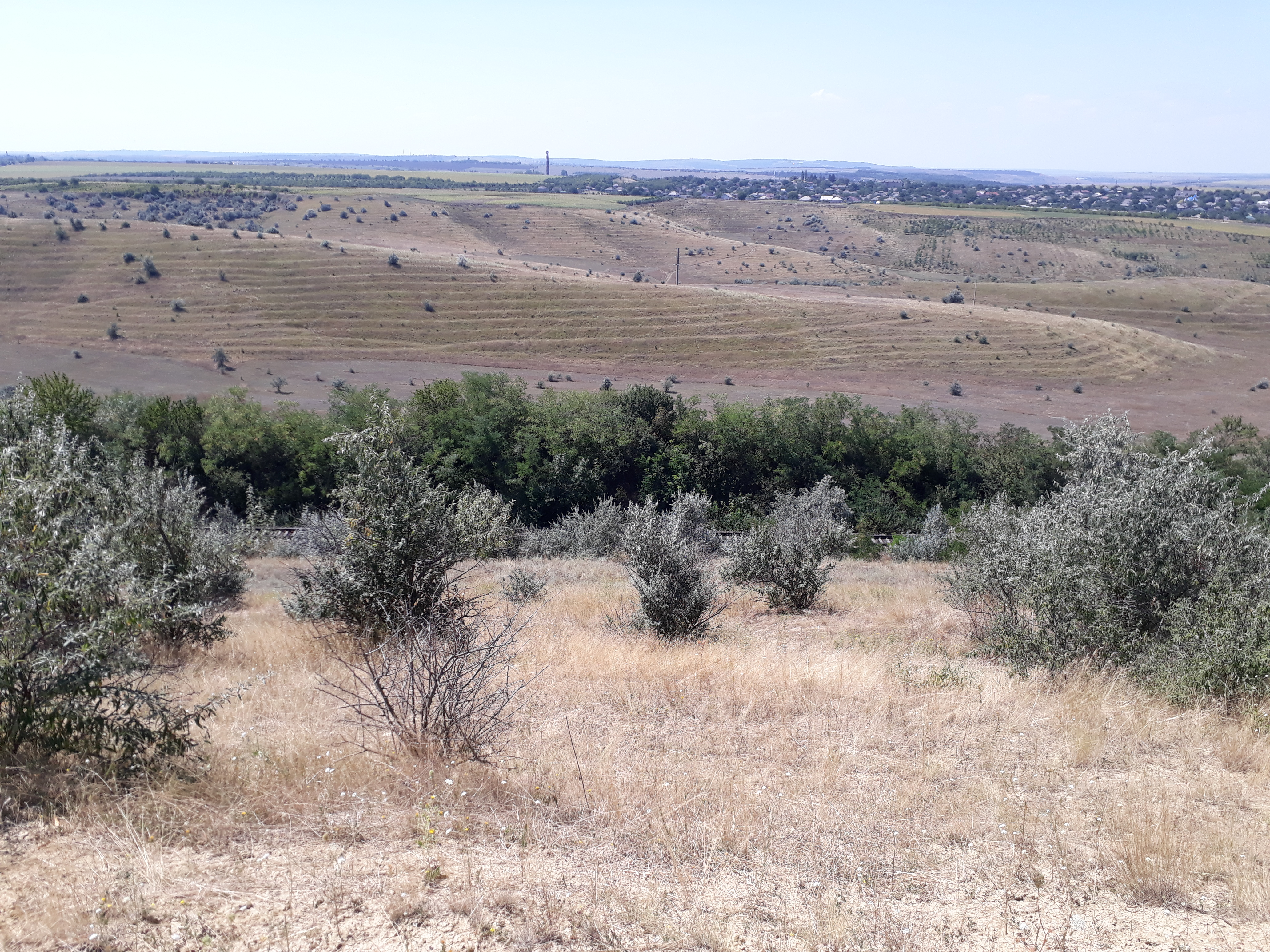